# La mataré (canción)
«La mataré» es una canción de Loquillo y Trogloditas compuesta por Sabino Méndez, publicada como sencillo en 1987 e incluida en el álbum Mis problemas con las mujeres (Hispavox).

## Composición
Sabino Méndez compuso La mataré como un intento de captar el sentimiento trágico de la vida y de las relaciones amorosas. Se inspiró para ello en la rumba catalana, como él mismo explicó: En la furgoneta a Jordi Vila y a mí nos daba por recoger frases de Los Chichos y Los Chunguitos, de ahí viene, y el batería y yo escuchábamos mucha rumba catalana, y siempre pensamos que sería el formato adecuado para contar una historia así. La maqueta original era una rumba y la aceleramos hasta llegar a los límites del rock.

## Recepción y polémica
La canción fue un auténtico éxito a finales de los 80, catapultó a la banda al estrellato y logró el disco de oro para el disco Mis problemas con las mujeres, el álbum que la incluía.
Ocupa el lugar 146 en la lista de las 200 mejores canciones del pop rock en español según la revista Rolling Stone.
En los años 2010 grupos feministas se quejaron de la letra y acusaron a la banda de hacer apología de la violencia de género. Sin embargo Sabino Méndez negó tales acusaciones: Ha sufrido una campaña en contra aludiendo apología a los malos tratos, cuando es todo lo contrario.
A pesar de haber sido un tema clásico en las actuaciones de la banda, Loquillo dejó de interpretarla en directo a principios de los años 90. Loquillo dijo: Fue una de las canciones emblemáticas de los años 80, tan reivindicados en este verano de nostalgia pesetera y dúos imposibles. Debería decir de antemano que la canción fusionaba la rumba y el rock and roll con ese desparpajo que teníamos entonces. Hasta creó escuela y ganó todos los premios de 1987 que podían concederse. A saber: críticos, revistas especializadas, emisoras de radio con pedigrí... Fue la causante de que la banda ascendiera al estrellato y de que toda España y parte de América Latina cantara aquello de "por favor, sólo quiero matarla, a punta de navaja, besándola una vez más" . (José María Sanz, Loquillo).
Sin embargo en los últimos años Loquillo ha vuelto a recuperar el tema incluyéndola en el álbum en directo El creyente (2014).
Loquillo dijo: Estaba hasta los cojones de que ocurriera eso, estaba hasta los cojones de que no pudiera tocar esa canción por una polémica en un momento determinado. Se nos acusó de un montón de cosas cuando al mismo tiempo se estrenó una película como 'Átame', donde a una tía se la secuestra… ¡Por favor!, éramos unos críos, nos metieron en un follón y un lío que parecía que fuéramos asesinos en serie. Entonces, pasado el tiempo, pasada la polémica y pasado todo, digo 'perdón, yo canto lo que me da la gana' y punto. Es una canción que habla de lo que habla, ¿qué pasa?, ¿qué no se puede hablar de eso? Y más aún, ¿puedes comparar 'La mataré' con un montón de canciones que hay hoy en día de rap, de heavy, de thrash metal, donde se dicen verdaderas barbaridades?, ¿puedes comparar 'La mataré' con programas de televisión que muestran imágenes, etc., etc., etc.? Por favor… Insisto, si tiene que ser así entonces eliminemos los tangos, eliminemos muchas rumbas… Me parece una exageración lo que ocurrió con esa canción. Posiblemente si hubiera cantado esa canción con cuarenta y cinco años hubiese hecho otra cosa, pero es que nos cogió como unos críos. (José María Sanz, Loquillo)